# Ray Leatherwood
Ray Leatherwood (24 april 1914 - 29 januari 1996) was een Amerikaanse jazzcontrabassist en -tubaïst.
Leatherwood begon in territory-bands in en rond Texas, zoals de Mustang Band. Laat in de jaren dertig werkte hij met Joe Venuti en in het volgende decennium was hij actief in de orkesten van Bob Chester en Tommy Dorsey. Na de oorlogsjaren speelde hij bij Les Brown (vanaf 1947). In de jaren vijftig en zestig werkte hij als freelance studiomuzikant in de jazz, maar ook pop. Hij speelde bas op opnames van onder meer Doris Day, Rosemary Clooney, Julie London en Sonny James. Later speelde hij in de band van Dick Cary. 